# أوليندينا
أوليندينا بلدية في ولاية باهيا في المنطقة الشمالية الشرقية من البرازيل.